# کازوکی ییمورا
کازوکی ییمورا (انگلیسی: Kazuki Iimura؛ زادهٔ ۲۷ دسامبر ۲۰۰۳) شمشیرباز اهل ژاپن است.